# Johann Bentz (Mediziner)
Johann Bentz (* 1547 in Bruchsal; † 1599 in Straßburg) war ein deutscher Stadtphysicus und Leibarzt.

## Leben
1541 vereinbarte Bentz mit dem Rat von Pirna eine Vergütung für seine Tätigkeit als Stadtphysicus. Er war einer der ersten Stadtärzte in Pirna, eine Position, die er zeitweise neben Zacharias Stark innehatte. Im Jahr 1555 tauchte Bentz erstmals in den Matrikeln der Universität Wittenberg auf.
1562 wurde Bentz für eine zweijährige Anstellung als Leibarzt unter Kurfürst August von Sachsen vorgesehen. Der Dienstvertrag sah vor, dass er auch andere Mitglieder des Hofpersonals medizinisch betreuen sollte, was zusätzlich vergütet werden würde. Er sollte sich insbesondere den Rat von Johann Neefe, einem erfahrenen Arzt, der mit den gesundheitlichen Besonderheiten der kurfürstlichen Familie vertraut war, einholen. Ein Angebot von 300 fl. lehnte Bentz jedoch ab, da ihm die Besoldung zu gering erschien, verglichen mit Neefe, der 400 fl. erhielt. Trotz anfänglicher Ablehnung wurde Bentz am 20. September 1567 offiziell vereidigt und bestallt, mit einem Gehalt von 255 fl. 14 ½ gr. und einer zusätzlichen Vergütung von 100 Thl. für bereits geleistete Dienste seit Ostern.
Von 1572 bis 1579 diente Bentz erneut als Stadtarzt in Pirna. Am 1. Februar 1575 wurde er von August, vermutlich auf Widerruf, erneut zum Leibarzt ernannt, mit einem Gehalt von 100 fl. Während dieser Zeit stand ihm auch die übliche Verpflegung am Hof zu. Diese Position scheint mehr als eine Art Altersversorgung gedient zu haben, da der übliche Karriereweg vom Leibarzt von Hause aus zur Vollanstellung führte.